# じっとしててね
『じっとしててね』は、森山塔による日本の成人向け漫画作品。フランス書院『コミック文庫』より単行本が出版された。

## 収録
- ラフ＆レディ
- SAY CHEESE
- 夏の思ひ出
- 恋のスーパーパラシューター
- とらわれペンギン

1. MEADOW MEAL
2. ONE TWO MANY MORNING
3. OVER NIGHT
4. TORURE
5. TORURE NEVER STOPS
6. IN BONDAGE
7. HOME SWEET HOME

## 単行本
全1巻 。
- 1988年7月31日発行 ISBN 4-82967-058-4